# Microprofessor I
El Microprofessor I (MPF 1), introduït el 1981, va ser el primer computador de marca d'Acer, llavors conegut com a Multitech, i probablement un dels computadors venuts per més llarg temps. A principis de 2005, encara era al mercat. El MPF I és un sistema d'entrenament simple i barat per al microprocessador Zilog Z80.
El MPF 1 no semblava un ordinador. La versió original va ser inclosa en una carcassa plàstica barata en forma de llibre formada al buit, usada generalment per emmagatzemar una còpia de llibres de textos d'ensenyament de llenguatge i dos cassettes d'àudio. Quan estava tancat, el MPF 1 es podia col·locar en un prestatge i aparentava ser un llibre.